# Krzysztof Nawratek
Krzysztof Nawratek (ur. w 1970 w Gliwicach) – architekt i urbanista.

## Życiorys
Absolwent Politechniki Śląskiej w Gliwicach, doktor nauk technicznych. Wykłada architekturę w School of Architecture & Design w Plymouth. Wykładał geografię społeczną na uniwersytecie w Rydze. Autor alternatywnego planu zagospodarowania przestrzennego Rygi, prezentowanego na wystawie podczas 6. Europejskiego Biennale Miast i Planistów Miejskich w Kopenhadze w 2005 roku. Od 2006 do 2008 roku mieszkał w Irlandii. Pracował tam jako główny urbanista w firmie Colin Buchanan w Dublinie, a następnie jako pracownik naukowy w Instytucie Analiz Przestrzennych i Regionalnych na Uniwersytecie w Maynooth. Obecnie wykładowca architektury na Uniwersytecie w Plymouth w Wielkiej Brytanii.
Autor kilku książek oraz ponad trzydziestu artykułów i esejów m.in. w "Gazecie Wyborczej", "Krytyce Politycznej", "Archivolcie", "Czasie Kultury" i czasopismach łotewskich.

## Idee
W swoich pracach Nawratek analizuje łącznie kryzys miasta (zastępowanego coraz częściej przez „obszar zurbanizowany”) z kryzysem obywatela (którego miejsce zajmuje obywatel-konsument). W epoce nasilonych migracji i kryzysu państwa narodowego szansą odbudowania obywatelskości jest odnowienie miasta jako idei politycznej. Ma to być jednak nowy typ obywatela - obywatel plug-in, związany jednocześnie z kilkoma miastami i będący łącznikiem między nimi. Nawratek propaguje rozwiązania takie jak miasto kompaktowe, budżet partycypacyjny i demokratyzacja planowania przestrzennego (plany zagospodarowania przestrzennego miałyby być przyjmowane w miejskich referendach). Jest krytykiem neoliberalizmu.